# Rosália
Pour les articles homonymes, voir Rosalia.
Rosália est une collection de livres pour enfants parue chez l'éditeur portugais Majora entre 1965 et 1967. Au total, 16 titres ont été publiés.

La particularité de cette collection a été de publier uniquement des traductions de livres d'auteurs français parus dans la Bibliothèque rose : Anne Braillard, Claude Moiran, Georges Chaulet, Marguerite Thiébold, Nicole Lesueur, Cécile Aubry, et Olivier Séchan.

Tous les livres ont été traduits en portugais  par Júlia Ferrari Tavares, et les illustrations d'origine ont été conservées pour tous les livres.

## Liste des titres

### 1965
1 - As Férias de Ana, par Anne Braillard

2 - Ana na Praia, par Anne Braillard

3 - Jampi no País das Crianças, par Claude Moiran

4 - Jampi e o Grande Chefe, par Claude Moiran

5 - Jampi e o Macaco Bébé, par Claude Moiran

6 - As Proezas de Fantomete, par Georges Chaulet

### 1966
7 - Fantomete no Carnaval, par Georges Chaulet

8 - Fantomete Contra o Mocho, par Georges Chaulet

9 - Jampi e o Vagão Cor-de-Rosa, par Claude Moiran

10 - Jampi e Melusina, par Claude Moiran

11 - Lili e o seu Baixote, par Marguerite Thiébold

12 - Lili e as suas Cabras, par Marguerite Thiébold

13 - Lili e o seu Lobo, par Marguerite Thiébold

### 1967
14 - Um Cavalo para Mariana, par Nicole Lesueur

15 - Poly ou a Maravilhosa História dum Rapazinho e dum Pónei, par Cécile Aubry

16 - O Refúgio ao Fundo da Floresta, par Olivier Séchan

## Tableau récapitulatif
| Collection Rosália | Collection Rosália | Collection Rosália             | Collection de la Bibliothèque rose | Collection de la Bibliothèque rose | Collection de la Bibliothèque rose | Collection de la Bibliothèque rose |                  |
| Année              | N°                 | Titre portugais                | N°                                 | Titre original                     | Auteur                             | Année                              | Illustrateur     |
| 1965               | 1                  | As Férias de Ana               | 54                                 | Anne en vacances                   | Anne Braillard                     | 1960                               | Jacques Poirier  |
| 1965               | 2                  | Ana na Praia                   | 120                                | Anne à la plage                    | Anne Braillard                     | 1963                               | Jacques Poirier  |
| 1965               | 3                  | Jampi no País das Crianças     | 128                                | Jeanpi chez les enfants            | Claude Moiran                      | 1963                               | Marianne Clouzot |
| 1965               | 4                  | Jampi e o Grande Chefe         | 153                                | Jeanpi et le grand chef            | Claude Moiran                      | 1964                               | Marianne Clouzot |
| 1965               | 5                  | Jampi e o Macaco Bébé          | 140                                | Jeanpi et le bébé singe            | Claude Moiran                      | 1963                               | Marianne Clouzot |
| 1965               | 6                  | As Proezas de Fantomete        | 79                                 | Les exploits de Fantômette         | Georges Chaulet                    | 1961                               | Jeanne Hives     |
| 1966               | 7                  | Fantomete no Carnaval          | 132                                | Fantômette au carnaval             | Georges Chaulet                    | 1963                               | Jeanne Hives     |
| 1966               | 8                  | Fantomete contra o Mocho       | 102                                | Fantômette contre le hibou         | Georges Chaulet                    | 1962                               | Jeanne Hives     |
| 1966               | 9                  | Jampi e o Vagão Cor-de-Rosa    | 169                                | Jeanpi et le wagon rose            | Claude Moiran                      | 1964                               | Marianne Clouzot |
| 1966               | 10                 | Jampi e Melusina               | 178                                | Jeanpi et Méluzine                 | Claude Moiran                      | 1965                               | Marianne Clouzot |
| 1966               | 11                 | Lili e o seu Baixote           | 74                                 | Lili et son basset                 | Marguerite Thiébold                | 1961                               | Marianne Clouzot |
| 1966               | 12                 | Lili e as suas Cabras          | 37                                 | Lili et ses chèvres                | Marguerite Thiébold                | 1959                               | Marianne Clouzot |
| 1966               | 13                 | Lili e o seu Lobo              | 142                                | Lili et son loup                   | Marguerite Thiébold                | 1963                               | Marianne Clouzot |
| 1967               | 14                 | Um Cavalo para Mariana         | 176                                | Un cheval pour Marianne            | Nicole Lesueur                     | 1965                               | Philippe Daure   |
| 1967               | 15                 | Poly                           | 151                                | Poly                               | Cécile Aubry                       | 1964                               | Jean Reschofsky  |
| 1967               | 16                 | O Refúgio ao Fundo da Floresta | 72                                 | La cachette au fond des bois       | Olivier Séchan                     | 1960                               | Jeanne Hives     |